# Qami
«Qami» (арм. Քամի, англ. Wind) — песня в исполнении российско-армянского певца Севака Ханагяна. Песня представляла Армению на Евровидении-2018 и была написана Ханагяном с Анной Даниелян и Викторией Малоян. Премьера песни состоялась 16 января 2018 года, она была выпущена для цифровой загрузки в качестве сингла 28 марта.

## Конкурс «Евровидение»
В декабре 2017 года, Ханагян был объявлен в качестве одного из конкурсантов в Depi Evratesil 2018, армянского национального отбора на Евровидение-2018. 16 января 2018 года, его песня «Qami» прозвучала впервые. Ханагян выступал во втором полуфинале Depi Evratesil 22 февраля 2018 года, и стал одним из пяти конкурсантов, вышедших в финал. 25 февраля песня была выбрана в качестве победителя конкурса.
Песня была представлена в первом полуфинале, состоявшемся 8 мая 2018 года в Лиссабоне, Португалия. Армения не смогла пройти полуфинал, во второй раз в истории своего участия в конкурсе (впервые это случилось в 2011 году).

## Музыкальное видео
16 марта 2018 года, тизер музыкального видео был загружен на официальный Ютуб канал конкурса Евровидение. Его премьера состоялась на том же канале 21 марта.